# Aleksandr Iwanow (kolekcjoner sztuki)
Aleksandr Nikołajewicz Iwanow, ros. Александр Николаевич Иванов (ur. 27 października 1962 roku w Ostrowie pod Pskowem) – rosyjski kolekcjoner sztuki i malarz-abstrakcjonista. Mieszka w Moskwie.
Jest założycielem prywatnego Muzeum Fabergé w Baden-Baden, pierwszego muzeum poza granicami Rosji, należącym do Rosjanina. Iwanow kolekcjonuje szczątki dinozaurów, sztukę starożytnej Grecji i Rzymu, złoto przedkolumbijskie, obrazy mistrzów europejskich, obrazy impresjonistyczne, ikony prawosławne, posiada jedną z lepszych kolekcji starych automobili. Jedną z cenniejszych okazów w kolekcji Iwanowa jest jajo Fabergé z 1902 roku, które było podarunkiem zaręczynowym dla barona Edouarda de Rothschilda. Zakupił je w domu aukcyjnym Christie's International w Londynie 28 października 2007 roku za 9 milionów funtów.

## Kariera
Po służbie w marynarce radzieckiej Iwanow ukończył studia na Uniwersytecie Moskiewskim im. M. Łomonosowa. W okresie pieriestrojki założył własny biznes, handlował komputerami. W tym samym czasie zaczął kolekcjonować dzieła sztuki złotniczej Fabregé i inne dzieła sztuki.

## Malarstwo
Aleksandr Iwanow jest również artystą-abstracjonistą. Używa figur geometrycznych w żywych kolorach, których pigmenty częściowo zrobione są z drogich oraz rzadkich materiałów. Obecność tak wartościowych składników była powodem tego, że jego pierwszy obraz został sprzedany na aukcji za 60 tysięcy funtów w domu aukcyjnym Bonhams w Londynie pierwszego grudnia 2010 roku.

## Muzeum Fabergé
W maju 2009 roku Iwanow otworzył Muzeum Fabergé w Baden Baden. Zakup i odnowienie budynku muzeum kosztowało około siedemnastu milionów euro, w tym system zabezpieczający jeden milion euro. Miasto zostało wybrane z powodu swojej lokalizacji, a także, jak twierdził Iwanow, Baden Baden było w przeszłości najpopularniejszym wśród Rosjan kurortem. Ponadto według Iwanowa na wybór miasta wpłynęły uproszczona administracja, związana z otwarciem takiego przedsięwzięcia, i warunki, pozwalające na zapewnienie większego zabezpieczenia kolekcji.
W kwietniu 2009 roku, miesiąc przed otwarciem muzeum Iwanowa, firma Fabergé Ltd. złożyła pozew sądowy przeciwko Muzeum Faberge, twierdząc, iż nazwa „Fabergé” należy do nich, co oznaczało, że Iwanow nie mógł reklamować muzeum czy nawet używać szyldu z tą nazwą. W związku z czym przez pierwsze 12 miesięcy po otwarciu muzeum zysk przedsiębiorstwa wyniósł zaledwie 500 tysięcy euro w porównaniu do przewidywanego miliona lub półtora. Szacował on, że muzeum odwiedzi około miliona osób, płacąc 10 euro za osobę. W styczniu 2010 roku sąd niemiecki podtrzymał prawo Muzeum Fabergé do używania tej nazwy.
Współcześnie planowane jest dobudowanie nowego skrzydła do Muzeum Fabergé o powierzchni ponad 600 m kw. Zostanie przeznaczone dla zbioru dzieł mistrzów europejskich i przedkolumbijskiej biżuterii z Peru. Ponad 2 tys. m kw. przestrzeni zostanie oddane pod ekspozycję kolekcji starych automobili Iwanowa: ok. 500 amerykańskich i europejskich zabytkowych samochodów, pochodzących z okresu od ostatniej dekady XIX wieku do 1930 roku. Iwanow planuje również otworzenie Muzeum Faberge w Dubrowniku.
Zasoby muzeum składają się między innymi z dzieł Fabergé, np., Jajo Wielkanocne Imperium z motywami brzozy, ozdobione złotem i diamentami, wykonane na Wielkanoc 1917 roku. Przeznaczone było w prezencie dla matki Mikołaja II, jednak nie zostało jej wręczone. Oryginalność innego dzieła Fabergé, Jaja Karelskiego, była początkowo kwestionowana z powodu braku odpowiedniej dokumentacji. Po przeprowadzeniu badań eksponat został uznany za oryginalny. Poza dziełami Fabergé do zasobów kolekcji muzeum należny rzadka srebrna karafka w formie zająca.